# Graves

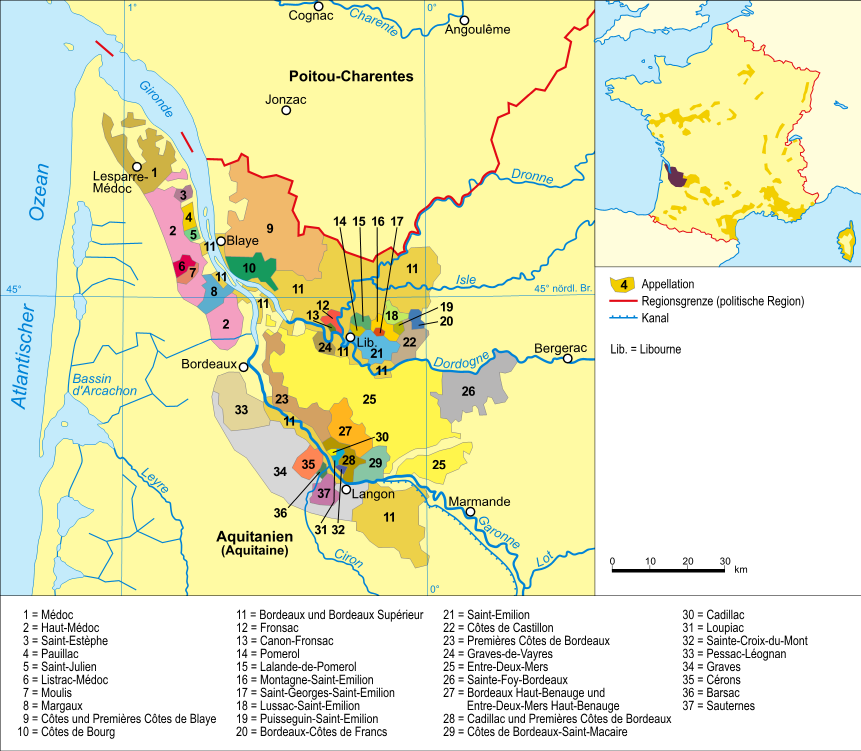
Karte – Weinbaugebiet Bordeaux

Das Gebiet Graves ist ein altes Weinbaugebiet in der Weinbauregion Bordeaux mit etwa 4650 Hektar Fläche (davon hat die regionale Appellation Graves 3000 ha). Von den 4650 Hektar Fläche sind momentan ca. 3450 Hektar in Produktion.
Seit dem 4. März 1937 verfügt die Appellation über den Status einer Appellation d’Origine Contrôlée. Der Name leitet sich vom steinigen Boden (gravier: Kiesel) her, der in der lokalen Sprache Las Grabas de Bourdeus genannt wird. Der nährstoffarme Boden ist von Steinen übersät. Diese Steine speichern die Sonnenenergie des Tages und geben die Wärme in der Nacht ab. Dadurch entsteht ein sehr günstiges Mikroklima, das den Reben zugutekommt. Das Gebiet erstreckt sich von der Stadt Bordeaux im Norden bis zur Gemeinde Langon im Süden auf einem ca. 55 km langen und max. 10 km breiten Streifen. Das Gebiet ist westlich und südlich von Pinienwäldern geschützt. Östlich dient der Fluss Garonne als Wärmespeicher.

## Geschichte

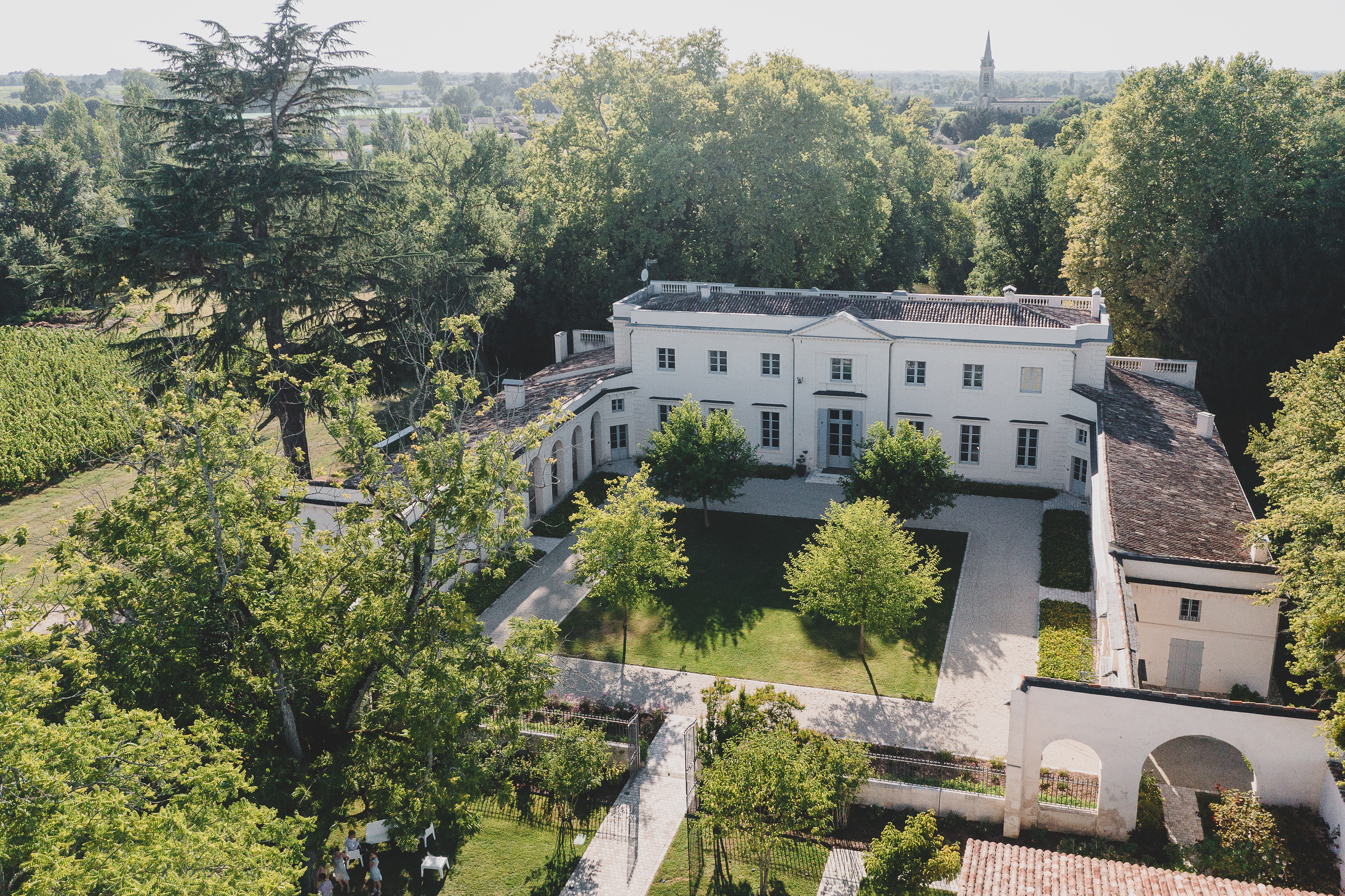
Château l’Hospital aus der Luft

Vor 2000 Jahren legten hier die Römer die ersten Weingärten Bordeaux an und der römische Autor Columella berichtet begeistert über die hervorragenden Weine. Im Jahr 1154 wurde die aus Aquitanien stammende Eleonore von Aquitanien Königin von England. Während ihrer Herrschaft wurden die Handelsbeziehungen zwischen Bordeaux und England stark ausgeweitet. Um das Jahr 1300 gründete der Erzbischof von Bordeaux, Bernard de Goth, und spätere Papst Clemens V. ein Weingut, das unter dem Namen Château Pape-Clément heute noch existiert. Die Weine aus Graves begründeten in jener Zeit den Ruhm des Bordeaux. Von 1531 bis 1551 legt Jean de Pontac im Ortsteil Haut-Brion einen Weinberg an, der unter dem Namen Château Haut-Brion das erste große Qualitätsweingut Bordeaux war. Im 18. Jahrhundert trug Charles de Secondat, Baron de Montesquieu (1689-1755) viel zur wachsenden Bekanntheit sowohl an den Höfen von Paris als auch Englands bei. Er wurde auf Château La Brède geboren und hatte zeit seines Lebens ein offenes Ohr für die Nöte der Winzer aus Graves.
Die Rebfläche betrug Ende des 19. Jahrhunderts fast 10.000 Hektar, aber in den letzten hundert Jahren gingen viele Rebflächen durch die Reblaus und durch das Wachstum der Stadt Bordeaux verloren. In unmittelbarer Nähe der Stadt Bordeaux wurden allein von 1908 bis 1981 238 Weingüter aufgegeben. Vier der bekanntesten Weingüter der Region liegen mittlerweile im Stadtgebiet. Château Haut-Brion, Château Les Carmes-Haut-Brion und Château Pape Clément befinden sich im Ortsteil Pessac, und in Talence liegt Château La Mission Haut-Brion.
Im Jahr 1953 wurden 16 Weingüter klassifiziert, die den Titel Cru Classé des Graves tragen dürfen.
Alle klassifizierten Châteaux liegen in der bis in die südlichen Vororte von Bordeaux reichenden Subregion Pessac-Léognan.

### Klassifikation der Region Graves
Als Château Haut-Brion in der Bordeauxwein-Klassifikation von 1855 in den obersten Rang eines Premier Grand Cru gestuft wurde, war es das einzige Gut aus der Region Graves, dem die Ehre der Klassifizierung zuteil kam. Dem lange gehegten Wunsch einer ähnlichen Liste für das Graves wurde durch eine Gesetzesnovelle aus dem Jahr 1949 entsprochen. Daher wurde erst am 7. August 1953 eine erste Klassifizierung veröffentlicht, die durch eine Überarbeitung vom 16. Februar 1959 wie folgt aussieht.
Klassifiziert für Rot- und Weißwein:
- Château Bouscaut
- Château Carbonnieux
- Domaine de Chevalier
- Château Latour-Martillac
- Château Malartic-Lagravière
- Château Olivier
- Château Smith Haut Lafitte

Klassifiziert nur für Rotwein:
- Château Haut-Bailly
- Château Haut-Brion
- Château de Fieuzal
- Château La Mission Haut-Brion
- Château Pape-Clément
- Château La Tour Haut-Brion

Klassifiziert nur für Weißwein:
- Château Couhins
- Château Couhins-Lurton
- Château Laville-Haut-Brion

Innerhalb der Klassifizierung besteht keine Rangfolge der Châteaux. Die Graves sind innerhalb des Bordelais insofern einzigartig, als sie die einzigen klassierten trockenen Weißweine der Region enthalten.

## Zugelassene Rebsorten
Für die Rotweine sind die Rebsorten Merlot, Cabernet Sauvignon, Cabernet Franc, Malbec und Petit Verdot zugelassen. Bei den Weißweinen kommen Sémillon, Sauvignon Blanc und Muscadelle zum Einsatz.

## Zugelassene Gemeinden
Bègles, Talence, Pessac, Villenave-d’Ornon, Canéjan, Cestas, Saint-Jean-d’Illac, Gradignan, Martignas-sur-Jalle, Mérignac, la Brède, Ayguemorte-les-Graves, Beautiran, Cabanac-et-Villagrains, Cadaujac, Castres-Gironde, Isle-Saint-Georges, Léognan, Martillac, Saint-Médard-d’Eyrans, Saint-Morillon, Saint-Selve, Saucats, Podensac, Arbanats, Budos, Cérons, Guillos, Illats, Landiras, Portets, Pujols-sur-Ciron, Saint-Michel-de-Rieufret, Virelade, Eysines, Toulenne, Langon, Saint-Pierre-de-Mons, Roaillan, Mazères, Léogeats, Saint-Pardon-de-Conques, le Haillan